# Familienbildnis (Kremser Schmidt)
Das Familienbildnis des Martin Johann Schmidt gilt als ein Schlüsselwerk dieses österreichischen Barockmalers.

## Beschreibung
Im Alter von 72 Jahren porträtierte der „Kremser Schmidt“ sich selbst, umgeben von seinen nächsten Familienmitgliedern. Der Maler selbst sitzt, offenbar im Begriff, eine leere Leinwand zu bearbeiten, inmitten eines großen Raumes. Er hält einen Pinsel in der rechten Hand, wendet sich jedoch, mit der Linken gestikulierend, nach rückwärts zu seinen Söhnen Joseph Johann Nepomuk und Johann Martin Karl.
Diese nehmen die rechte Bildseite ein; der eine sitzt im blauen Anzug im Vordergrund mit übereinandergeschlagenen Beinen auf einem niedrigen, gepolsterten Stuhl, hält in der rechten Hand einen Skizzenblock und blickt aus dem Bild heraus auf den Betrachter, der andere steht in einem roten Anzug etwas weiter hinten im Raum vor einem Gemälde, das vier jung an den Blattern verstorbene Geschwister zeigt. Auch er scheint, allerdings in der linken Hand, ein Malinstrument zu halten, zu dem vielleicht die Gefäße gehören, die auf einem Tisch rechts im Hintergrund stehen. Sein Blick ist dem Vater zugewandt. Zwischen den beiden jüngeren Männern und dem Vater liegen auf dem Fußboden etliche großformatige Zeichnungen, hinter Martin Johann Schmidt ist ein Gemälde zu sehen, das Venus in der Schmiede des Vulkan zeigt.
Auf diesem Bild im Bild steht Venus, mit einer Blumengirlande kaschiert, im Kontrapost neben ihrem sitzenden Gatten, der dem Betrachter des Bildes den Rücken zuwendet und zu Venus aufblickt. Über der Szene schwebt Amor oder ein Putto, am Boden liegen Zeugnisse von Vulkans Schmiedekunst, darunter ein Hufeisen.

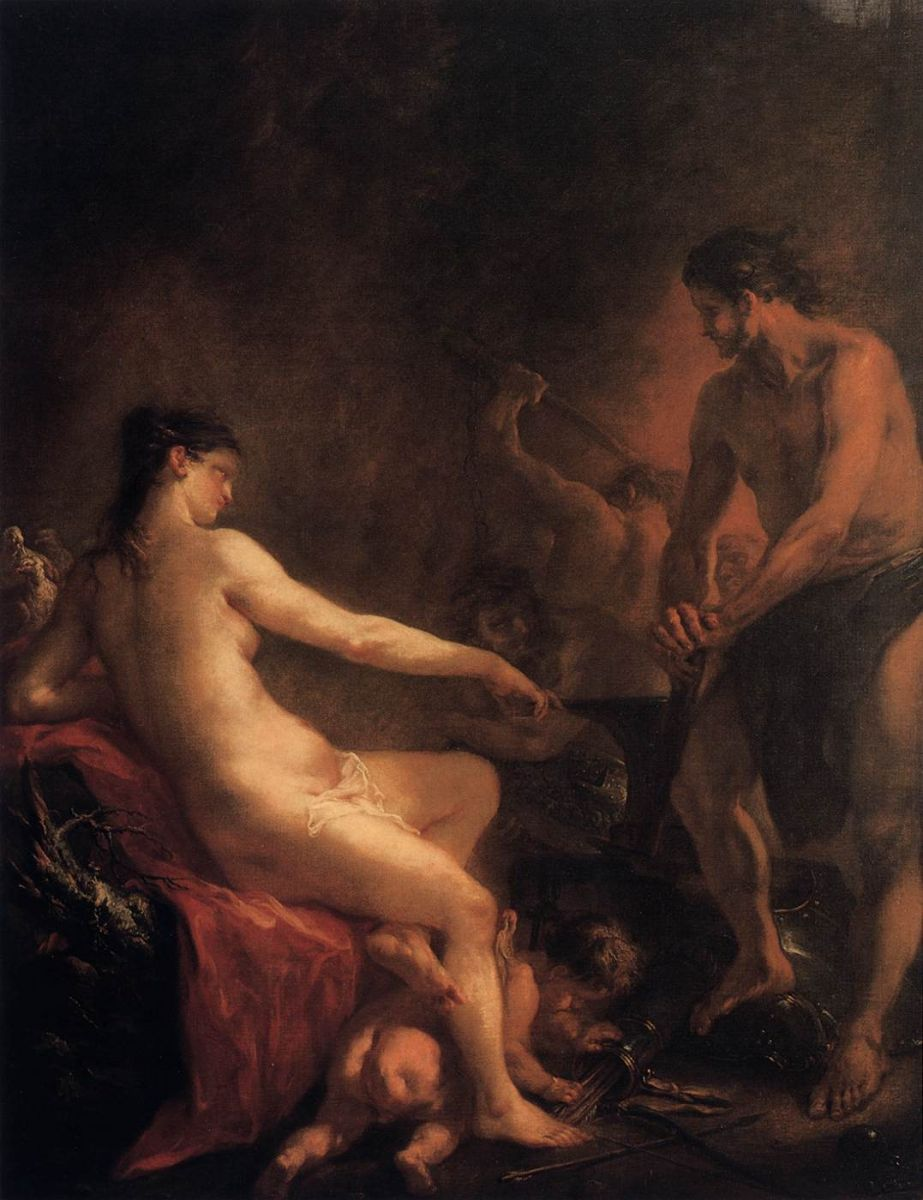
Venus und Amor in der Schmiede des Vulkan, 1768

Mit einem Gemälde zum selben Thema war Schmidt im Jahr 1768 die Aufnahme in die Wiener Akademie gelungen.
Am linken Bildrand, der Mitte des Raumes zugewandt, sitzen Martin Johann Schmidts Ehefrau Elisabeth und seine unschöne Tochter Viktoria auf zwei Stühlen vor einem klassizistischen Ofen, wie er zur Zeit des Künstlers modern war. Viktoria trägt einen hohen, dunklen Hut, Elisabeth ein blaues Band mit Schleife über der Stirn. Neben sich haben die beiden Damen ein gepolstertes, halb unter einer Decke verborgenes Möbel, auf dem zwei Katzen spielen. Während die beiden Söhne Schmidts in recht leuchtende Farben gekleidet sind, tragen die Ehefrau und die Tochter eher matte Pastellfarben. Elisabeth ist blaugrau gekleidet, Viktoria altrosa. Ihr Hut ist zweifarbig; die Krempe ist strohfarben mit schwarzem Rand, der Rest schwarz.
Der Kremser Schmidt selbst, der sich im Mittelpunkt der Familie dargestellt hat, trägt zitronenfarbige Schuhe zu weißen Strümpfen, dunkelblauen Kniehosen und einem hellbraunen Rock oder Hausmantel. Der Kragen seines weißen Hemdes lässt den Hals frei. Die ganze Familie trägt gepuderte barocke Lockenfrisuren, die bei den Herren mit schwarzen Nackenschleifen und wahrscheinlich auch Haarbeuteln zusammengehalten werden.
Der Raum mit seinen im Dämmer verschwindenden Wänden und einem großgerasterten Stein- oder Fliesenboden gehört zu Schmidts Haus in Stein an der Donau, das heute zu der Stadt Krems gehört. Dieses Haus hatte Schmidt um 1755/56 erworben. Zu diesem Zeitpunkt hatte er schon viele wichtige Aufträge von Klöstern in Niederösterreich erhalten. Schmidt war geschäftstüchtig; er verkaufte neben seinen Originalbildern auch druckgraphische Reproduktionen der Gemälde.
Vermutlich wurde das Bild geschaffen, um Schmidts Haus auszustatten. Dieser war in das soziale und politische Leben der Stadt durch viele Ämter und Ehrenstellen stark eingebunden. Das Familienbildnis weist auf seine Verwurzelung in der bürgerlichen Lebenswelt hin: Die spielenden Katzen ebenso wie der Ofen und der versammelte Familienkreis gehören zu einem häuslichen Idyll, das offenbar mit der Lebensführung des Malers im Einklang stand. Neu gegenüber diesem Bildprogramm der glücklich versammelten Familie ist aber bei Schmidts Familienbildnis die selbstbewusste Positionierung der eigenen Person als Künstler im Mittelpunkt, kombiniert mit dem Verweis auf seine Karriere. Das Bild mit Venus und Vulkan ist zudem eine Anspielung auf Schmidts Namen und das Familienwappen, das er selbst gewählt hatte und das einen Schmied zeigte.
In einer Beschreibung, die das österreichische Bundesdenkmalamt zu diesem Bild veröffentlichen ließ, heißt es unter anderem: „Schmidt verbindet in seinem „Familienbildnis“ die Vergangenheit in Form einer rückschauenden Zusammenfassung des Lebenserfolgs mit der Gegenwart, aber auch der Zukunft seines künstlerischen wie persönlichen Daseins. Die mythologische Szene mit Venus und Vulkan verweist auf berufliche Höhepunkte, das Bildnis der jung an den Blattern verstorbenen erstgeborenen vier Kinder auf vergangenen privaten Schmerz. Selbstbewusst kann sich der Maler als immer noch aktiver und begehrter Künstler präsentieren, die Darstellung der vornehm gekleideten Familie in einem prächtigen Raum ihres Heimes zeugt von Wohlstand und häuslichem Glück. Doch der damals schon am Anfang seines achten Lebensjahrzehnts stehende Schmidt richtet den Blick auch noch auf die Zukunft: Mit Stolz verweist er auf die beiden von ihm unterrichteten Söhne, während die noch leere Leinwand neben ihm als Hinweis auf eigene künstlerische Vorhaben dient.“
In der Tat hatte der Kremser Schmidt, als er dieses Familienporträt schuf, noch etwa ein Jahrzehnt fruchtbarer Arbeit vor sich.

## Weitere Versionen

Die kleinere Version des Bildes im Szépművészeti Múzeum

Schmidt schuf offenbar mehrere Versionen seines Familienbildnisses. Neben der großen Version, die signiert und datiert ist, gibt es eine kleinere, die nur einen Teil dieses repräsentativen Familienbildes wiedergibt. Sie stammt aus dem Museum der Burg Sternberk in Böhmen und befindet sich heute im Olomouc Krajské vlastvédné muzeum. Ferner besitzt das Szépművészeti Múzeum in Budapest eine 48 mal 64 cm große Version, die mit Ölfarbe auf Leinwand gemalt ist. Sie gilt als Skizze zu dem ausgeführten größeren Familienporträt. Eines der Bilder muss zunächst als Schmuck seines Hauses in Schmidts Besitz verblieben sein, wie aus einem Inventar seiner Wohnstatt hervorgeht.

## Provenienz und Verbleib des Bildes
1938 erhielt die Stadt Krems zwei Bilder von Johann Martin Schmidt aus der „Arisierung“ der Sammlung Richard Neumanns, worüber sie in einem Dankesbrief ihr Entzücken aussprach – verbunden mit der Bitte, bei künftigen Vereinnahmungen von Kunstschätzen aus jüdischem Besitz doch ebenfalls nicht übergangen zu werden. Besonderes Interesse hatte man damals an Schmidts Familienbildnis und bat darum, „es zu ermöglichen, dass das bekannte Familienbild M. J. Schmidts aus dem Besitze des Zuckerbondi auch hierher kommt.“ Mit dem Zuckerbondi war Oscar Bondy gemeint; bei dem Bild handelte es sich um die große, signierte Version auf Kupfer. Tatsächlich wurde Bondy, der sich zum Zeitpunkt des „Anschlusses“ in der Tschechoslowakei aufhielt und zunächst in die Schweiz floh, enteignet. Er konnte in die USA auswandern und starb wenige Jahre später im New Yorker Exil.
Das Familienbildnis Schmidts wurde später an Bondys Witwe restituiert und dann an eine österreichische Adelsfamilie verkauft. Im Jahr 2009 wurde es versteigert und kam dabei auf einen Preis von 268.000 Euro. Schmidts Familienbildnis befindet sich nun im Privatbesitz der Familien Goess-Saurau-Melnhof in Frohnleiten und wird als Leihgabe im Oberen Belvedere in Wien gezeigt.